# Кочкар-юрт
Кочкар-юрт, Кочкар-Аух — исчезнувшее село, располагалось на территории современного Новолакского района Дагестана, к северу от крепости Хаджи-Гирей.

## География
Располагалось между рек Ярыксу и Ямансу, на западной окраине города Хасавюрт. Ближайшие сёла Гамиях, Новочуртах, Новокули и Новомехельта.

## История
Основано чеченцами-ауховцами.
Кочкар-юрт, Адзарей-юрт, Алтымирза-юрт и Дзатемир-юрт встречаются в литературе как ауховские аулы.
Уничтожено во времена Кавказской войны.